# Russian National Movie Awards
I Russian National Movie Awards erano premi cinematografici e televisivi russi a suffragio popolare. La statuette, più comunemente chiamate Georges, avevano la forma di una matrioska con al suo interno una moneta che presentava il volto di Georges Méliès, pioniere degli effetti speciali. Poteva partecipare alla votazione solo il pubblico russo.

## Storia
I premi furono istituiti nel 2005 da una comunità di blogger appassionata di cinema. Il voto avveniva on-line, senza l'intervento di critici cinematografici. Successivamente, i blogger si unirono in un comitato costituito da blogger e giornalisti. Nel 2007, i Georges diventarono premi russi paragonabili ai People's Choice Awards, con l'assegnazione annuale delle statuette durante una serata di gala che si svolgeva a Mosca nel mese di aprile.
La votazione si articolava in due fasi. Nella prima fase si votava per determinare le candidature (i film sottoposti a votazione dovevano essere usciti nelle sale cinematografiche russe). Dal 2010, per ogni categoria si stabilivano cinque candidature. La seconda votazione aveva lo scopo di proclamare i vincitori, i quali venivano annunciati durante la cerimonia di assegnazione. L'ultima cerimonia di assegnazione fu celebrata nel 2014. Nel 2015 la proclamazione dei vincitori è avvenuta su internet.

## I premi
- Miglior film straniero
- Miglior film commedia straniero
- Miglior film drammatico straniero
- Miglior film russo
- Miglior film commedia russo
- Miglior film drammatico russo
- Miglior film d'animazione
- Migliore serie TV drammatica straniera
- Miglior serie TV commedia straniera
- Migliore serie TV drammatica russa
- Miglior serie TV commedia russa
- Miglior attore straniero
- Migliore attrice straniera
- Migliore attore russo
- Migliore attrice russa
- Migliore eroe straniero
- Miglior cativo straniero
- Migliore eroe russo
- Miglior cattivo russo
- Premio speciale Georges
- Premio speciale True Movie